# Rue du Roi-Baco
Ne doit pas être confondu avec Allée Baco.
La rue du Roi-Baco est une voie de Nantes, en France.

## Situation et accès
Cette rue du quartier Bellevue - Chantenay - Sainte-Anne, bitumée et ouverte à la circulation automobile, relie la rue des Salorges à l'avenue Sainte-Anne. Sur son tracé, elle rencontre les rues de la Barbinais, Chevalier-Thiercelin, Alexis-Grassin, Dupleix, le square Commodore-Guiné, les rues Julienne-David, Jean-de-Crabosse, de Miséry et des Perrières.

## Origine du nom
La rue doit son nom à un personnage légendaire dont l'histoire est rapportée en 1909 par Athanase Ollivier, curé de l'église Sainte-Anne : Galeron, un pêcheur de l'île des Chevaliers, située en amont de Trentemoult, embarque pour Lisbonne le jour même de l'entrée dans Nantes du roi Louis XII et de son épouse Anne de Bretagne. Il laisse derrière lui sa fiancée Alix, une jeune fille de la butte Sainte-Anne qui attendit désespérément le retour de son bien-aimé durant dix ans. Or un jour, elle apprit qu'un marin qui avait rapporté d'immenses richesses de ses pérégrinations et faisait construire sur la butte une immense demeure destinée notamment à recueillir les pauvres marins de la contrée, cherchait également une épouse. Le soir de l'inauguration, Alix revient s'asseoir sur la grève de la Sécherie, là ou elle avait vu s’éloigner son fiancé. Un homme s'approcha en barque en fredonnant « le lai des pêcheurs » que chantait Galeron, et Alix le reconnu aussitôt. Celui-ci l'invita alors à prendre part à la fête. Arrivée sur les lieux, Galeron que l'on appela le « roi Baco » annonce qu'il a trouvé son épouse en la personne d'Alix qui l'attendu pendant dix dernières années durant, estimant que la fidélité de la jeune femme méritait qu'elle partage son sort et sa richesse.
Dans son roman Les aventures du Roi Baco, marin nantais publié en 1956, Edmond Coarer-Kalondan, imagine que la fortune du marin lui vient de son mariage avec la souveraine d'une île sauvage sur laquelle il a fait naufrage. Blasé de cette vie, il finit par rallier Nantes, en emportant néanmoins le trésor royal. Il dilapide peu à peu ces richesses en affaires crapuleuses, en dons aux tapeurs de toutes sortes et aux institutions charitables. Dupé et abandonné de tous, il meurt de faim et de froid sur les quais du port.
L'allée Baco, autre artère nantaise située dans le centre-ville, n'a aucun rapport avec le personnage légendaire précité puisqu'elle honore la mémoire de l'ancien maire de Nantes René Gaston Baco de La Chapelle.

## Historique
En 1792, la « rue du Roi-Baco » est rebaptisée « rue Monplaisir », puis « rue de la République », avant de reprendre sa dénomination initiale.
Jusqu'aux années 1900, de cette artère débouchaient des passages, cours et ruelles sombres, insalubres et encombrés d’immondices qui aboutissaient rue de l’Hermitage (parmi ces noms de cours disparues : « cour Porcher », « cour des Hervé », « cour Drouin », « cour de la Perrière Duval », ainsi que la « ruelle du roi Baco » qui reliait la rue du même nom à la rue de l’Hermitage à peu près en face de la caserne des Douanes. Par la suite ces taudis disparurent peu à peu pour laisser la place à la cité de l'Hermitage dont la construction débuta en 1938.